# Nakayama Yoshiko
Nakayama Yoshiko (中山慶子?) (16 de enero de 1836 – 5 de octubre de 1907) fue una dama japonesa integrante de la Casa Imperial de Japón, como la concubina favorita del Emperador Kōmei y la madre del Emperador Meiji.

## Biografía
Nakayama Yoshiko fue hija de Matsura Aiko, undécima hija del daimyō del Dominio de Hirado, Matsura Seizan y Nakayama Tadayasu, Ministro de la Izquierda (Sadaijin) y miembro del Clan Fujiwara.

### En la Corte Imperial
Ella nació en Kioto y entró al servicio de la Familia Imperial a la edad de 17 años. Devino concubina del Emperador Kōmei y, el 2 de noviembre de 1852, dio a luz a Mutsuhito, el futuro Emperador Meiji, en la residencia de su padre en las afueras del Palacio Imperial de Kioto. Cinco años más tarde, regresó al Palacio junto con su hijo.

## Honores
- 17 de enero de 1900, Gran Cordón de la Orden de la Preciosa Corona.

### Orden de precedencia
- 1868, Dama de tercer rango (Cuarto día, octavo mes de Keio).
- 1868, Dama de segundo rango (Séptimo día, noveno mes de Keio).
- 1889, Dama de segundo rango sénior.
- 15 de enero de 1900, Dama de primer rango.